# Nikolay Bagrayev
Mykola Georgiyovich Bagrayev (tiếng Ukraina: Микола Георгійович Баграєв) là một doanh nhân người Ukraina trong ngành truyền thông và cũng là một nhân vật công chúng.

## Đời sống riêng tư
Mykola Bagrayev sinh ngày 19 tháng 6 năm 1964 tại làng Digora ở North-Ossetian ASSR, Nga. Mẹ ông là Chabahan Bagrayeva (sinh năm 1927) và cha ông là Georgiy Bagrayev (sinh năm 1882), một nông dân ở Digora, một cựu chiến binh.
Mykola Bagrayev kết hôn với Svitlana Bagrayeva (sinh năm 1966), một nhà tâm lý học. Họ có một người con trai, Ruslan (sinh năm 1988), tốt nghiệp Đại học Kinh tế Quốc dân Kyiv với tấm bằng Khoa Kinh tế và Quản lý Quốc tế. Cặp đôi còn có một cô con gái, Lyudmila (sinh năm 1990). Lyudmila cũng đăng ký vào khoa Kinh tế và Quản lý Quốc tế tại Đại học Kinh tế Quốc dân Kyiv.

## Giáo dục
- 1987 - Học viện Nông nghiệp Kherson, khoa Xây dựng
- 2005 - Đại học Kinh tế Quốc dân Kyiv, khoa Kinh tế Quốc tế, kiêm cử nhân

## Sự nghiệp
Mykola Bagrayev là một doanh nhân thành đạt ngành truyền thông đại chúng và giải trí. Ông là người sáng lập và chủ tịch danh dự của các lễ hội "Tavria Games" (thành lập năm 1992) và "Black Sea Games" (1998).

## Chính trị
Mykola Bagrayev từng là Thứ trưởng Nhân dân Ukraina trong các hiệp hội lần thứ 4, 5 và 6 của Verkhovna Rada. Mặc dù được bầu vào Khối thân châu Âu Yulia Tymoshenko (khi đó cũng là thành viên của Liên minh "Tổ quốc" toàn Ukraine) vào tháng 3 năm 2012, ông chuyển sang phe của Đảng Khu vực thân Nga vào tháng 3 năm 2012.